# 水上正史
水上 正史（みずかみ まさし、1954年5月21日 - ）は、日本の外交官。外務省中南米局長等を経て、駐スペイン特命全権大使。

## 経歴・人物
東京都杉並区荻窪出身。都立富士高校卒業。1978年（昭和53年）に一橋大学経済学部を卒業し、外務省入省。1979年（昭和54年）から1981年（昭和56年）までバリャドリッド及びマドリードでスペイン語研修。
外務省国際科学協力室長を経て、1995年（平成7年）外務省開発協力課長、1997年（平成9年）外務省中南米第一課長、1999年（平成11年）在メキシコ日本大使館兼在ベリーズ日本大使館参事官、国際連合日本政府代表部公使。その後独立行政法人国際協力機構企画・調整部長を務める。有償無償の政府開発援助（ODA）などを扱う。
2006年（平成18年）外務省大臣官房参事官（中南米局・経済局）、2007年（平成19年）から外務省大臣官房審議官（中南米局・経済局）。この間APEC高級実務者会合日本代表等を務めた。2008年（平成20年）4月には、日本・チリ経済連携協定（EPA）ビジネス環境整備小委員会及び物品小委員会日本側議長を務め、日本及びチリのビジネス環境の整備、関税コード、原産地証明書等についての意見交換を行った。
2008年（平成20年）5月から在インド日本国大使館公使。インドではデリー日本人会常任理事も務めた。2009年（平成21年）には駐インド臨時代理大使として、ニューデリーでインドのクリシュナ財務省経済局長との間で、1370億2800万円を限度とする額の円借款の書簡の交換を行った。
2010年（平成22年）外務省中南米局長。2012年（平成24年）1月から駐アルゼンチン大使。2015年（平成27年）から特命全権大使（沖縄担当）兼在沖縄米軍の諸活動等に関する在沖縄米軍との交渉を行い，及びこれに関連するアメリカ合衆国連邦政府との交渉に参加するための日本政府代表。2016年（平成28年）駐スペイン大使。2019年 (平成31年) 退任。2020年（令和2年）住友生命保険顧問、Meiji Seikaファルマ国際事業本部顧問。

## 親族
妻は樋口廣太郎元アサヒビール社長の次女。

## 同期
- 宮家邦彦（キヤノングローバル戦略研究所研究主幹、立命館大学客員教授）
- 新井勉（13年駐カメルーン大使）
- 小井沼紀芳（13年駐ザンビア大使）
- 大嶋英一（12年駐フィジー大使）
- 辻優（13年駐オランダ大使・12年駐クロアチア大使）
- 菅沼健一（12年駐ブルネイ大使・09年駐ジュネーヴ日本政府代表部大使）
- 猪俣弘司（13年駐パキスタン大使・10年駐サンフランシスコ総領事）
- 貝谷俊男（13年駐グルジア大使）
- 二石昌人（13年駐ブルキナファソ大使）
- 篠原守（13年駐コスタリカ大使）
- 岡田憲治（16年駐ベネズエラ大使）
- 松富重夫（14年駐イスラエル大使・12年外務省国際情報統括官・10年外務省中東アフリカ局長）
- 梅田邦夫（14年駐ブラジル大使）
- 草賀純男（13年ニューヨーク総領事）
- 軽部洋（16年駐コンゴ民主共和国大使）
- 小川和也（18年駐アルジェリア大使）

## 著作
- 「国際問題としての科学技術」外交フォーラム[1999.9]
- 「メキシコ大統領就任式」ラテンアメリカ時報. 44(1) (通号 1312) [2001.1]
- （共著）「(特集 2015年、よりよい世界をめざして--MDGsとJICA」JICA frontier. (73) [2005.8]